# En jävla massa hits
En jävla massa hits är ett samlingsalbum av Eddie Meduza. Albumet var släppt 2014. Två av låtarna, "Body-Building" och "Rockputporri", samt två låtar från en bonus-CD som följde med vissa utgåvor, "Strejk å lockout blues" och "Rod Stewart" var tidigare outgivna.

## Låtlista

### CD 1
1. "Mera brännvin (Tillägnad Torsten Bengtsson)" - 3:20
2. "Punkjävlar" - 3:40
3. "Midsommarnatt" - 3:14
4. "Gasen i botten" - 3:20
5. "Volvo" - 3:19
6. "Raggare (Räggöere, räggöere)" - 2:41
7. "Jag vill ha en brud med stora pattar" - 2:50
8. "Bonnatwist" - 2:33
9. "Young Girls and Cadillac Cars" - 3:11
10. "Vår gamle opel" - 3:49
11. "Body-Building" - 2:22
12. "Ta å klipp dig" - 3:06
13. "Hakan" - 2:06
14. "34:an" - 2:17
15. "Sveriges kompani" - 3:09
16. "De' e' gött å supa, pöjka!" - 2:49
17. "Yea, yea, yea" - 2:40
18. "Rockputporri" - 2:30
19. "Glasögonorm" - 3:12
20. "Snus-kig Blues" - 2:10
21. "Leader of the Rockers" - 2:48
22. "Bonnadisco" - 3:03
23. "Såssialdemokraterna" - 2:23
24. "Norwegian Boogie" - 1:56
25. "Släpp en fis" - 2:45
26. "Herr Karlsson är ett svin" - 3:37

### CD 2 (Bonus-CD, finns endast med på vissa utgåvor)
1. "Fruntimmer ska en ha å knulla mä" - 4:16
2. "Runke ball" - 3:30
3. "Josefine" - 2:37
4. "Sup och rulla runt" - 2:45
5. "Kåta Mari" - 2:53
6. "Era jävla idioterrr" - 2:38
7. "Sug mig, mina drängar!" - 2:50
8. "Strejk å lockout blues" - 2:55
9. "Baby, runka kuk" - 1:54
10. "Jag släppte en skit på dansrotundans dansgolv" - 4:17
11. "En rock i Velinga" - 1:32
12. "Kuken står på Mats Olsson" - 1:17
13. "Willy" - 3:21
14. "Släkting boogie" - 3:09
15. "Nu har min mage blivit stor" - 3:01
16. "Ja, varje da' / Ronka mitt hode" - 3:59
17. "Rod Stewart" - 2:54
18. "Världens bästa chaufför" - 3:20
19. "Kom hit ska du få" - 1:55
20. "Kliar mig i röven" - 2:30
21. "Jag blir aldrig riktigt vuxen, jag!" - 3:29
22. "Kuken står" - 1:43
23. "Slit mig i röven" - 1:28
24. "Sug min kuk varje dag" - 3:35
25. "Mera kärnkraft" - 4:17
26. "Studiostädare Börje Lundin" - 2:18